# Lokomotiva EP08

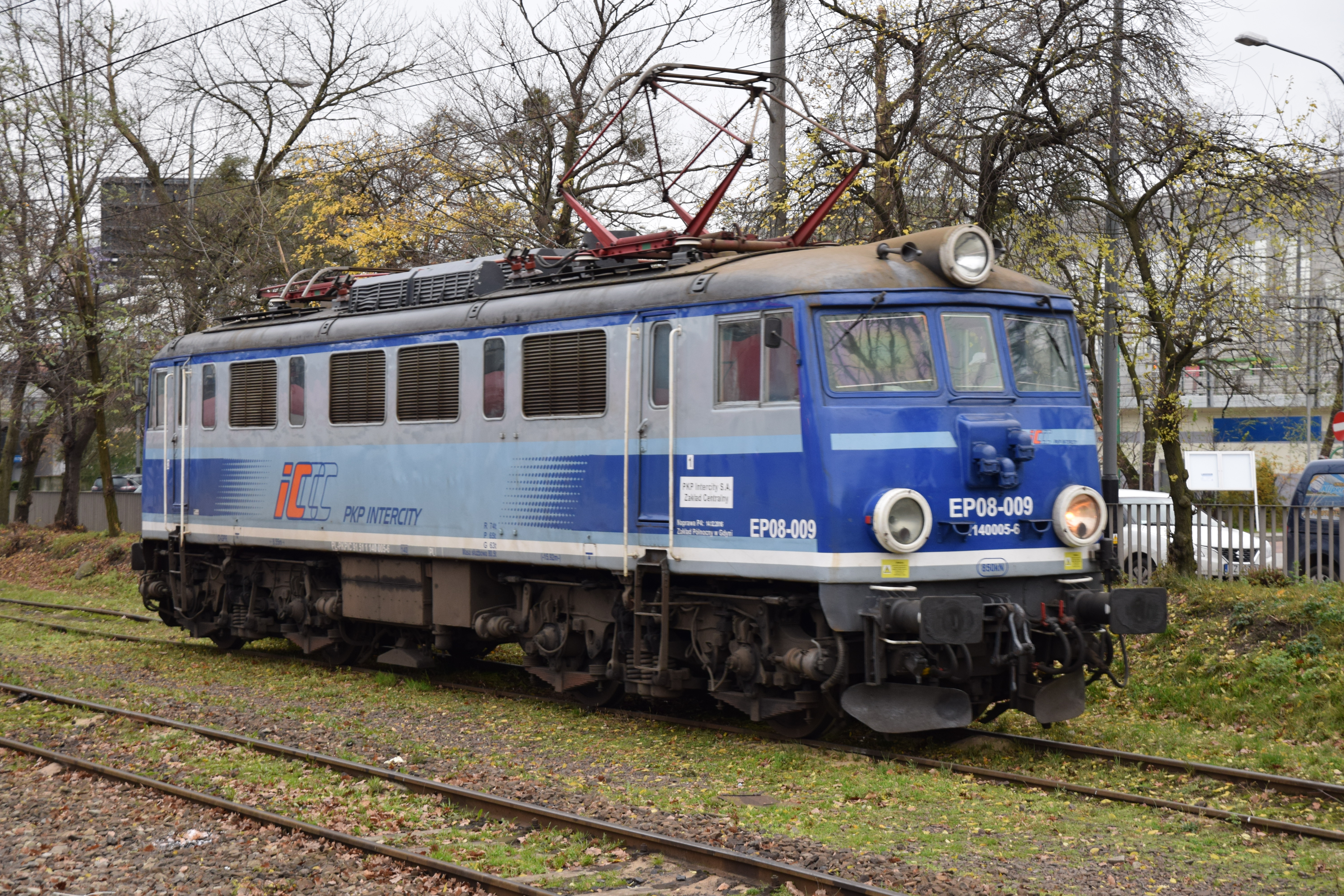
Lokomotiva EP08-009 v nátěru společnosti PKP Intercity

Lokomotivy řady EP08 jsou čtyřnápravové stejnosměrné elektrické lokomotivy, které pro polské železnice Polskie Koleje Państwowe dodala společnost Pafawag v letech 1972-1976 v počtu 15 kusů.